# القوس الوريدية لظهر القدم
القوس الوريدية لظهر القدم (بالإنجليزية: Dorsal venous arch of the foot)‏ هو وريد سطحي يربط الوريد الصافن الصغير والوريد الصافن الكبير. تشريحيًا، يتم تعريفه من خلال حيث تلتقي الأوردة الظهرية من الإصبع الأول والخامس، على التوالي، الوريد الصافن الكبير والوريد الصافن الصغير.
عادة ما يكون من السهل إلى حد ما أن يتم جسده وتصوره (إذا كان المريض حافي القدمين). يقع فوق عظام المشط في المنتصف تقريبًا بين مفصل الكاحل والمفاصل المشطية.

## صور إضافية

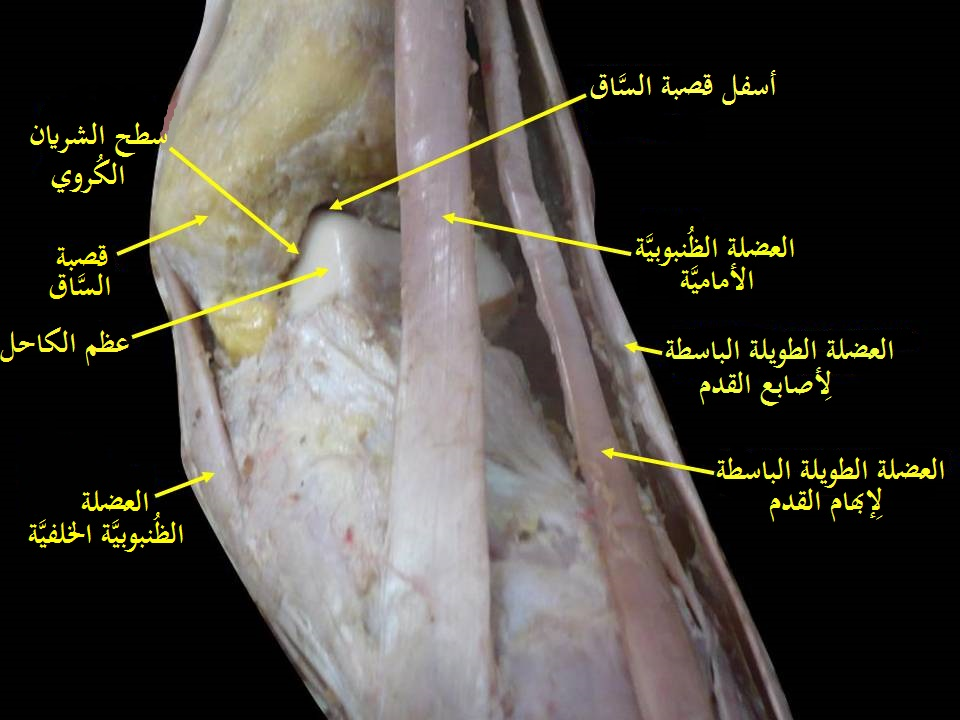
ظهر القدم. مفصل الكاحل. تشريح عميق
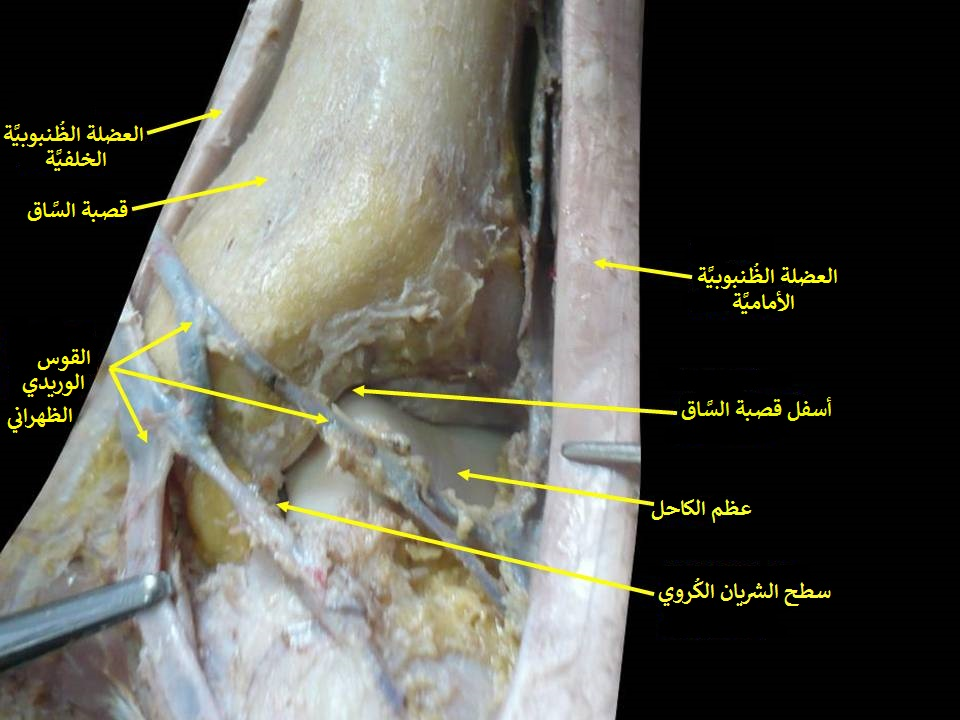
ظهر القدم. مفصل الكاحل. تشريح عميق

## وصلات خارجية
"Dorsal venous arch of foot". Medcyclopaedia. جنرال إلكتريك. مؤرشف من الأصل في 2006-05-13.